# 天使のベースボール
天使のベースボール（てんしのベースボール）は、野村美月：著・尾崎弘宜：イラストのライトノベル。ファミ通文庫（エンターブレイン）より2002年3月から2003年6月まで刊行された。

## あらすじ
華族の末裔・琴宮まりあは許嫁であった織川圭悟から婚約を破棄され、まりあの父が経営していた会社は織川グループからの融資を受けられなくなり倒産。一方の圭悟はドラフト会議で指名を受け、プロ野球選手に。
幸い、教員免許を持っていたまりあは新設校である男子校・翔之原高校の国語教師に採用されるが野球部員・太宰千草の奸計でムリヤリ、野球部の顧問に就任させられ大嫌いな野球と関わることになってしまう。

## 登場人物
琴宮 まりあ（ことみや - ）
旧華族の血を引くお嬢様。短大卒業後、許嫁の織川圭悟と結婚するつもりでいたが実業家の道を捨ててプロ野球選手になる道を選んだ圭悟から一方的に婚約を破棄され、それが原因で父の会社が倒産。以後、野球と言うスポーツを嫌悪しているが就職先の翔之原高校で強引に野球部顧問にされてしまう。
織川 圭悟（おりかわ けいご）
まりあの元・婚約者。文武両道に秀でた美男子で、将来は織川グループの後継者と目されていたが大学卒業後に会社を継ぐことを拒みプロ野球選手と成る。その際にまりあとの婚約も破棄し、まりあの父が経営していた会社の融資話も破談になってしまった。
織川 涼（おりかわ すずし）
圭悟の弟。清和学園高等部1年で、野球部に所属。
太宰 千草（だざい ちぐさ）
翔之原高校2年生。別名「野獣のちーさん」。野球部での打順は3番、ポジションはサード。荒くれ者と変人の集まりで誰も顧問を引き受けてくれない野球部を正式な部にすべく、新任教師であるまりあを陥れて強引に顧問を引き受けさせる。
正宗 一也（まさむね かずや）
1年生。中学時代、東京都大会で4打席連続ホームランを記録した天才バッターだが、ある事件を契機に野球から遠ざかっている。
中原 由羽（なかはら ゆう）
1年生。華奢な外見が特徴の美少年。6番・レフト。強豪・清和学園中等部の出身だが野球をやめた正宗を案じて翔之原高校へ進学する。
樋口 百合夫（ひぐち ゆりお）
2年生。8番・ピッチャー。常日頃から「美少女」を自称し、本名でなく「リリィ」と呼ばないと怒る。
永井 達樹（ながい たつき）
1年生。5番・セカンド。引っ込み思案な由羽を気遣うことが多い。
夏谷 魁（なつたに かい）
2年生。2番・ショート。部内の兄貴的存在。
尾崎 風太（おざき ふうた）
1年生。1番・センター。お調子者だが、身のこなしは一流。
マイケル・ヘミングウェイ
2年生。4番・ファースト。アメリカからの留学生で、常人離れした巨体から長打を量産する。
国江田 守（くにえだ まもる）
2年生。7番・キャッチャー。オカルト嗜好で近寄り難いオーラを放つ。

## 既刊一覧
- 野村美月（著）・尾崎弘宜（イラスト）、エンターブレイン〈ファミ通文庫〉、全2巻
  1. 2002年4月1日初版発行（3月20日発売[1]）、ISBN 4757707975
  2. 2003年7月2日初版発行（6月20日発売[2]）、ISBN 4757714769